# Districte de Moatize
El districte de Moatize és un districte de Moçambic, situat a la província de Tete. Té una superfície de 8.879 kilòmetres quadrats. En 2007 comptava amb una població de 217.609 habitants. Limita al nord amb el districte de Tsangano, al nord-oest i oest amb el districte de Chiuta, al sud-oest amb el districte de Changara i la ciutat de Tete, al sud amb els districtes de Guro i Tambara de la província de Manica, al sud-est amb el districte de Mutarara i a l'est amb Malawi.

## Divisió administrativa
El districte està dividit en dos postos administrativos (Kambulatsitsi, Moatize i Zobué), compostos per les següents localitats:
- Posto Administrativo de Kambulatsitsi:
  - Kambulatsitsi
  - Mecungas
- Posto Administrativo de Moatize:
  - Benga
  - Mhpanzo
  - Município de Moatize
  - Msungo
- Posto Administrativo de Zobué:
  - Caphiridzanue
  - Nkodeze
  - Zobué